# روزنامه زنده

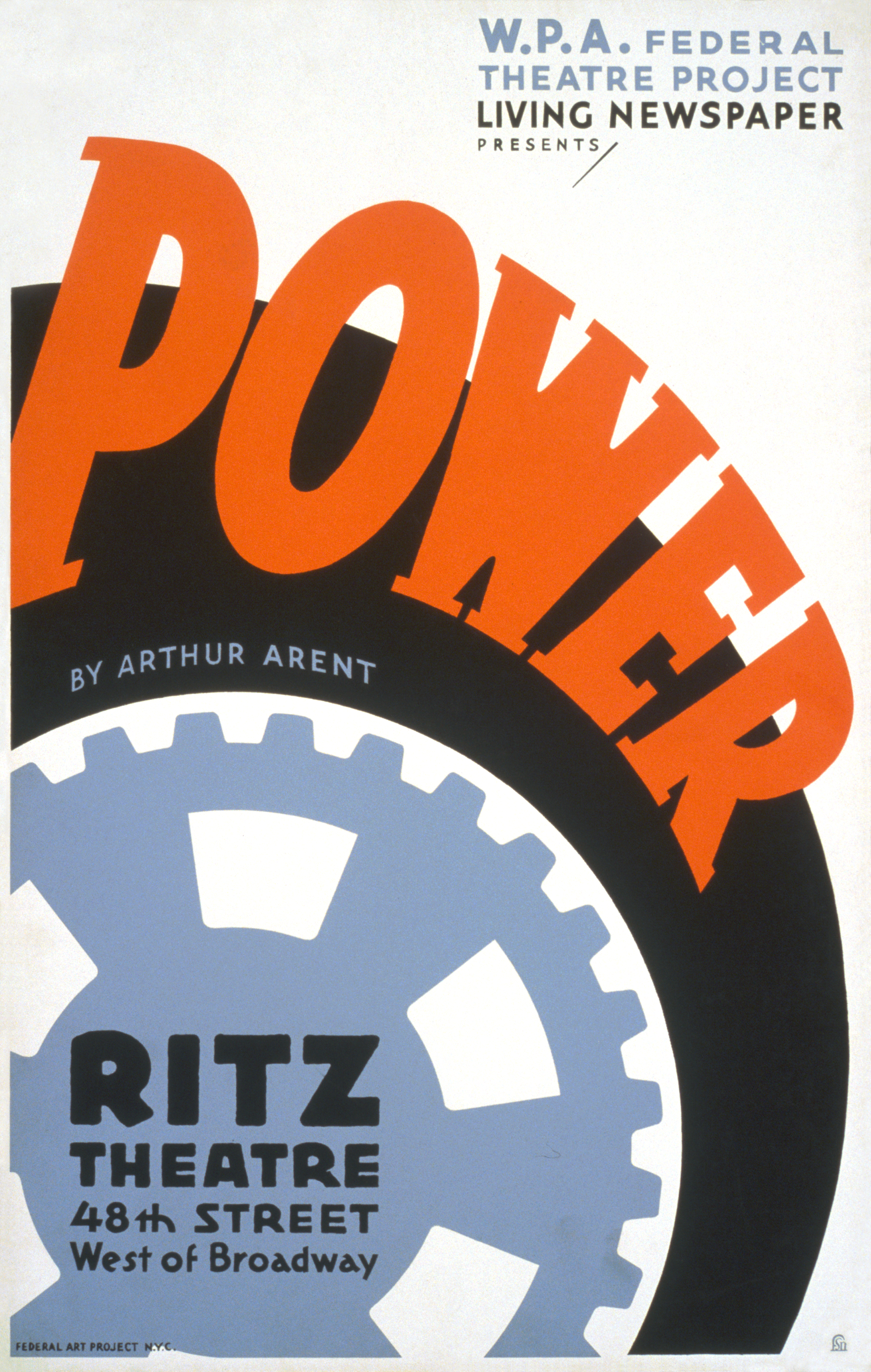
پوستر Power, یک روزنامه زنده پروژه تئاتر فدرال (۱۹۳۷)

روزنامهٔ زنده (به انگلیسی: living newspaper) شکلی از نمایش تئاتری مستند است که در اوایل قرن بیستم پدید آمد و با مسائل روز جامعه سروکار دارد و براساس حقایق تاریخی مستند و طنز سیاسی پایه‌ریزی می‌شود؛ این نوع نمایش، مانند روزنامه که ستون‌های متفاوت دارد، از بخش‌های مجزا در کنار هم تشکیل شده‌است.از جمله استفاده گسترده از چندرسانه بوده‌است. روزنامه‌های زنده در دوران انقلاب بلشویکی در روسیه به وجود آمدند. این اصطلاح انگلیسی اغلب با روزنامه‌های زنده تولید شده با پروژه تئاتر فدرال مرتبط است. پروژه تئاتر فدرال، بخشی از برنامه هنری با بودجه فدرال بود که تحت مدیریت پیشرفت کار در ایالات متحده در دهه ۱۹۳۰ تأسیس شد که تعدادی روزنامه زنده در مورد مسائل اجتماعی روز را در بر می‌گرفت، از جمله برمبنای حکم صادر شده سه بار A و مجادله بر سر ایدئولوژی سیاسی روزنامه‌های زنده منجر به انحلال پروژه تئاتر فدرال در سال ۱۹۳۹ شد، و تعدادی از روزنامه‌های زنده که قبلاً نوشته شده بود یا در حال گسترش بودند متوقف شدند، از جمله چندین روزنامه که به مسائل نژادی می‌پرداختند.